# Aha (Gunzenhausen)

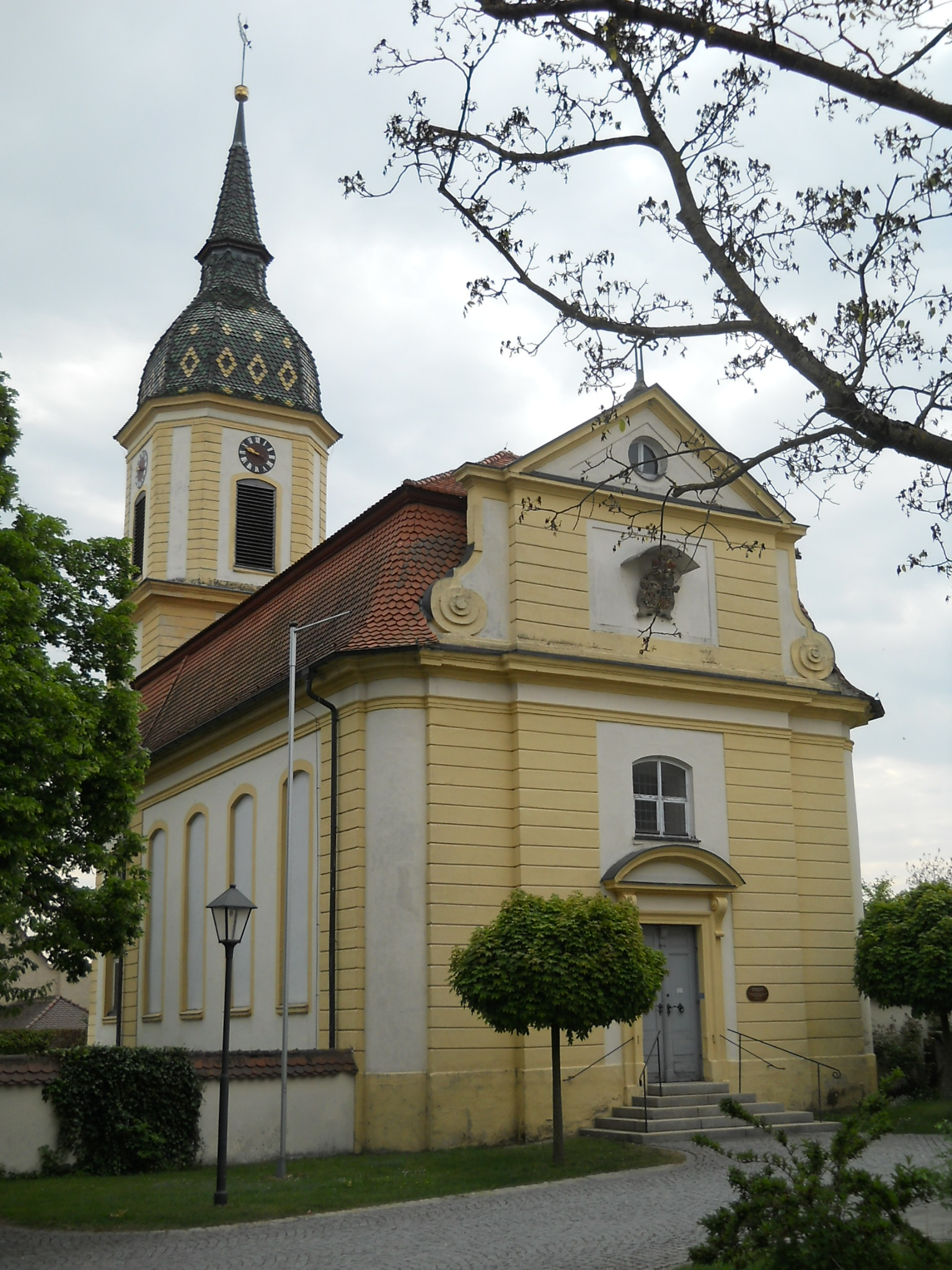
Die Markgrafenkirche in Aha

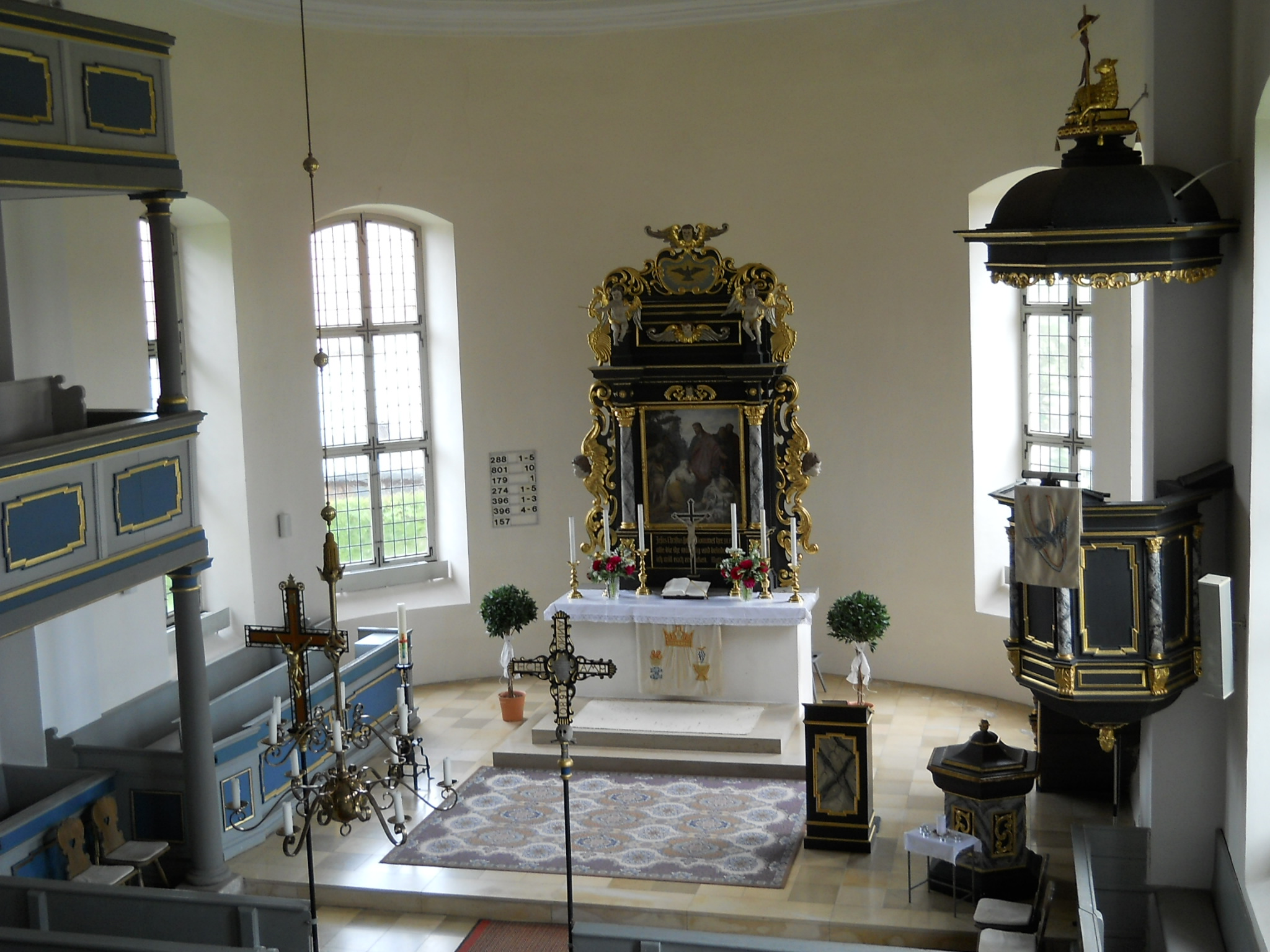
Das Kircheninnere

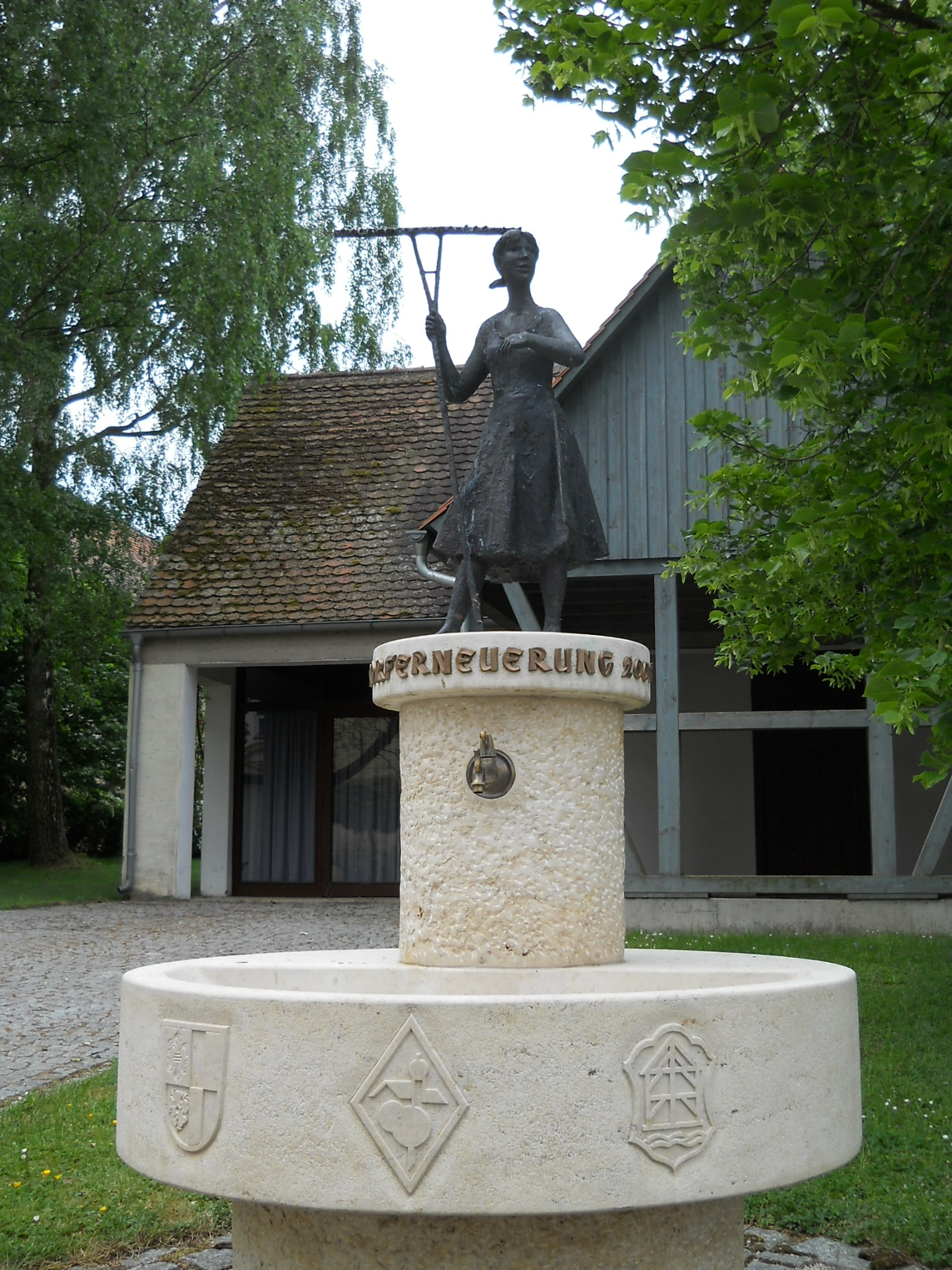
Dorfbrunnen an der Kirche

Aha (fränkisch: Oh) ist ein Gemeindeteil der Stadt Gunzenhausen im Landkreis Weißenburg-Gunzenhausen (Mittelfranken, Bayern). Die Gemarkung Aha hat eine Fläche von 6,676 km². Sie ist in 935 Flurstücke aufgeteilt, die eine durchschnittliche Flurstücksfläche von 7139,59 m² haben. In ihr liegt neben dem namensgebenden Ort der Gemeindeteil Edersfeld.

## Lage
Das Pfarrdorf Aha liegt rund einen Kilometer Luftlinie südsüdwestlich von Gunzenhausen. Nachbarorte sind Edersfeld, Gunzenhausen, Pflaumfeld, Unterasbach, Lohmühle und Unterwurmbach. Östlich von Aha fließt die Altmühl vorbei. Nahe dem Ort mündet der Pflaumfelder Graben. Die Hauptstraße des Ortes bildet die Kreisstraße WUG 27, von der südlich von Aha die Kreisstraße WUG 28 abzweigt. Nördlich des Ortes befindet sich die Bundesstraße 13. Südlich liegt die Bahnstrecke Treuchtlingen–Würzburg.

## Geschichte
Im Jahre 1208 wurde ein „Ch. de Ahe“ urkundlich erwähnt. Dies ist zugleich die Ersterwähnung des Ortes. Im Zusammenhang mit dem Patronatsrecht der Kirche in „Ahe“ erfolgte im Codex Moedl (1222/23) eine direkte Erwähnung des Ortes. Der Ortsname leitet sich von aha (ahd. für fließendes Wasser) ab. 1528 wurde in dem Ort die Reformation eingeführt. Der Dreißigjährige Krieg und eine darauffolgende Pestwelle trafen das Dorf schwer. Am 1. Mai 1978 wurde Aha mit seinem Gemeindeteil Edersfeld nach Gunzenhausen eingemeindet.

## Einwohnerentwicklung
Ortschaft Aha
- 1637: 9

Gemeinde Aha
- 1885: 641[9]
- 1925: 722
- 1933: 802
- 1939: 765
- 1961: 402[8], davon Edersfeld 53 Einwohner[10]
- 1970: 467[8]

Ortsteil Aha
- 1987: 388[11]

## Boden- und Baudenkmäler
Als Bodendenkmal gelten mehrere Grabhügel aus der Vorgeschichte östlich von Aha, der aus Baufälligkeit abgerissene Vorgängerbau der Dorfkirche und ein Turmhügel aus dem Mittelalter.
Die evangelisch-lutherische Markgrafenkirche zum Heiligen Kreuz wurde 1721 durch Carl Friedrich von Zocha nach Plänen von Gabriel de Gabrieli im sogenannten Markgrafenstil erbaut. Von dem Vorgängerbau blieb nur der Turmuntergeschoss. In der zweiten Hälfte des 18. Jahrhunderts gab es wahrscheinlich einen Umbau. Die Turmziegel sind bunt glasiert. Die Lisenen sind rustiziert. An der Westfassade wurde in einem flachen Mittelrisalit mit aufgesetztem Giebel das Wappen der Markgrafen von Ansbach angebracht. Der vierachsige Saalbau mit eingezogenem Chor und doppelgeschossiger Empore enthält Blindfenster. Der Altar erhielt 1866 das Motiv von Jesus Christus als Altarbild. Der dreigeschossige Kirchturm von Johann David Steingruber befindet sich beim Kirchenchor und wird von einem Kuppelhelm mit Spitze gekrönt. Die Kirchengemeinde von Aha, die ein Teil des Dekanats Gunzenhausen ist, ist auch für die St.-Jodokus-Kirche in Unterwurmbach und für die St.-Laurentius-Kirche in Pflaumfeld zuständig.
Westlich von Aha befindet sich das neunbogige Altmühlviadukt der ehemaligen Ludwig-Süd-Nord-Bahn und der heutigen Bahnstrecke Würzburg-Treuchtlingen, das um 1845 erbaut und mit vier Bögen modern ergänzt wurde. Der anschließende Bahndamm ist 2,5 km lang. Das Pfarrhaus von Aha ist ein zweigeschossiger Krüppelwalmdachbau mit Erker aus dem Jahr 1910. Zu den Dreiseithöfen in Aha zählen das zweigeschossige Bauernhaus Aha 163 mit Satteldach aus dem Jahre 1900 und das eingeschossige, giebelständige Bauernhaus Aha 12 mit Satteldach und Ecklisenen aus dem Jahre 1891.

## Kindergarten
In Aha befindet sich ein Kindergarten mit 25 Kindern und 4 Erzieherinnen (2011). Der Träger ist die Kirchengemeinde. Das Kindergartengebäude wurde 1992 neu errichtet.

## Persönlichkeiten
- Hans-Georg von der Marwitz (* 1961), Politiker, verbrachte seine Kindheit in Aha
- Adolf von Stählin (1823–1897), Oberkonsistorialpräsident der Evangelisch-Lutherischen Kirche in Bayern, war ab 1849 Vikar in Aha